# Adelaide International 2024 - Doppio femminile
Il doppio femminile del torneo di tennis professionistico Adelaide International 2024, facente parte della categoria WTA 500 nell'ambito del WTA Tour 2024, si gioca dall'8 al 13 gennaio 2024 a Adelaide, in Australia. Asia Muhammad, Luisa Stefani e Taylor Townsend erano le campionesse in carica delle due edizioni disputate la scorsa stagione (Townsend di entrambe), ma Stefani si è ritirata prima dell'inizio del torneo. Muhammad ha fatto coppia con Demi Schuurs, ma sono state sconfitte nei quarti di finale da Barbora Krejčiková e Laura Siegemund; Townsend ha fatto coppia con Beatriz Haddad Maia e ha riconfermato il titolo sconfiggendo in finale Caroline Garcia e Kristina Mladenovic con il punteggio di 7-5, 6-3.

## Teste di serie
1. Barbora Krejčiková /  Laura Siegemund (semifinale, ritirate)
2. Gabriela Dabrowski /  Erin Routliffe (primo turno)

1. Beatriz Haddad Maia /  Taylor Townsend (Campionesse)
2. Nicole Melichar-Martinez /  Ellen Perez (primo turno)

## Wildcard
1. Elena Micic /  Tina Nadine Smith (primo turno)

## Alternate
1. Angelica Moratelli /  Samantha Murray Sharan (quarti di finale)

## Tabellone

### Legenda
| - Q = Qualificato - WC = Wild card - LL = Lucky loser | - ALT = Alternate - SE = Special Exempt - PR = Protected Ranking | - w/o = Walkover - r = Ritirato - d = Squalificato |

|  | Primo turno | Primo turno                 | Primo turno                 | Primo turno | Primo turno |  |  | Quarti di finale | Quarti di finale            | Quarti di finale         | Quarti di finale         | Quarti di finale         |                          |     | Semifinali | Semifinali                          | Semifinali                          | Semifinali                          | Semifinali                          |   |   | Finale | Finale | Finale | Finale | Finale |  |
|  |             |                             |                             |             |             |  |  |                  |                             |                          |                          |                          |                          |     |            |                                     |                                     |                                     |                                     |   |   |        |        |        |        |        |  |
|  | 1           | B Krejčiková L Siegemund    | B Krejčiková L Siegemund    | 6           | 7           |  |  |                  |                             |                          |                          |                          |                          |     |            |                                     |                                     |                                     |                                     |   |   |        |        |        |        |        |  |
|  |             | C Bucșa U Eikeri            | C Bucșa U Eikeri            | 4           | 65          |  |  | 1                | B Krejčiková L Siegemund    | B Krejčiková L Siegemund | 7                        | 6                        |                          |     |            |                                     |                                     |                                     |                                     |   |   |        |        |        |        |        |  |
|  |             | A Bogdan M Niculescu        | A Bogdan M Niculescu        | 62          | 4           |  |  |                  | A Muhammad D Schuurs        | A Muhammad D Schuurs     | 5                        | 1                        |                          |     |            |                                     |                                     |                                     |                                     |   |   |        |        |        |        |        |  |
|  |             | A Muhammad D Schuurs        | A Muhammad D Schuurs        | 7           | 6           |  |  |                  |                             |                          |                          |                          |                          |     | 1          | B Krejčiková L Siegemund            | B Krejčiková L Siegemund            | B Krejčiková L Siegemund            |                                     |   |   |        |        |        |        |        |  |
|  | 3           | B Haddad Maia T Townsend    | B Haddad Maia T Townsend    | 7           | 6           |  |  |                  |                             | 3                        | B Haddad Maia T Townsend | B Haddad Maia T Townsend | B Haddad Maia T Townsend | w/o |            |                                     |                                     |                                     |                                     |   |   |        |        |        |        |        |  |
|  |             | A Panova A Parks            | A Panova A Parks            | 64          | 1           |  |  | 3                | B Haddad Maia T Townsend    | B Haddad Maia T Townsend | 7                        | 6                        |                          |     |            |                                     |                                     |                                     |                                     |   |   |        |        |        |        |        |  |
|  |             | S Aoyama A Krunić           | 6                           | 5           | [13]        |  |  |                  | S Aoyama A Krunić           | S Aoyama A Krunić        | 67                       | 2                        |                          |     |            |                                     |                                     |                                     |                                     |   |   |        |        |        |        |        |  |
|  |             | M Katō A Sutjiadi           | 4                           | 7           | [11]        |  |  |                  |                             |                          |                          |                          |                          |     | 3          | Beatriz Haddad Maia Taylor Townsend | Beatriz Haddad Maia Taylor Townsend | 7                                   | 6                                   |   |   |        |        |        |        |        |  |
|  | WC          | E Micic T Smith             | 6                           | 64          | [8]         |  |  |                  |                             |                          |                          |                          |                          |     |            |                                     |                                     | Caroline Garcia Kristina Mladenovic | Caroline Garcia Kristina Mladenovic | 5 | 3 |        |        |        |        |        |  |
|  | Alt         | A Moratelli S Murray Sharan | 3                           | 7           | [10]        |  |  | Alt              | A Moratelli S Murray Sharan | 2                        | 7                        | [5]                      |                          |     |            |                                     |                                     |                                     |                                     |   |   |        |        |        |        |        |  |
|  |             | C Garcia K Mladenovic       | C Garcia K Mladenovic       | 6           | 6           |  |  |                  | C Garcia K Mladenovic       | 6                        | 5                        | [10]                     |                          |     |            |                                     |                                     |                                     |                                     |   |   |        |        |        |        |        |  |
|  | 4           | N Melichar-Martinez E Perez | N Melichar-Martinez E Perez | 4           | 4           |  |  |                  |                             |                          |                          |                          |                          |     |            | C Garcia K Mladenovic               | C Garcia K Mladenovic               | C Garcia K Mladenovic               | w/o                                 |   |   |        |        |        |        |        |  |
|  |             | L Kičenok J Ostapenko       | L Kičenok J Ostapenko       | 6           | 6           |  |  |                  |                             |                          | L Kičenok J Ostapenko    | L Kičenok J Ostapenko    | L Kičenok J Ostapenko    |     |            |                                     |                                     |                                     |                                     |   |   |        |        |        |        |        |  |
|  |             | J Paolini L Samsonova       | J Paolini L Samsonova       | 4           | 4           |  |  |                  | L Kičenok J Ostapenko       | L Kičenok J Ostapenko    | L Kičenok J Ostapenko    | w/o                      |                          |     |            |                                     |                                     |                                     |                                     |   |   |        |        |        |        |        |  |
|  |             | A Sasnovič K Siniaková      | 6                           | 2           | [10]        |  |  |                  | A Sasnovič K Siniaková      | A Sasnovič K Siniaková   | A Sasnovič K Siniaková   |                          |                          |     |            |                                     |                                     |                                     |                                     |   |   |        |        |        |        |        |  |
|  | 2           | G Dabrowski E Routliffe     | 4                           | 6           | [8]         |  |  |                  |                             |                          |                          |                          |                          |     |            |                                     |                                     |                                     |                                     |   |   |        |        |        |        |        |  |